# Månsken i augusti
Månsken i augusti, skriven av Torgny Söderberg och Lena Philipsson, är en låt som Lena Philipsson framförde på albumet Lena Philipsson 1995.

## Singel
Singeln släpptes betydligt tidigare, i mitten av 1994, och placerade sig som bäst på 38:e plats på den svenska singellistan. Låten blev en radiohit.
Melodin testades på Svensktoppen, där den låg i tio veckor under perioden 6 augusti – 8 oktober 1994 med femteplats som bästa placering. Melodin testades också på Trackslistan, där den låg i en vecka, den 6 augusti 1994 med elfteplats som placering .

### Listplaceringar
| Lista (1994) | Topplacering |
| ------------ | ------------ |
| Sverige      | 38 .         |

## Coverversioner
Med text på engelska av Torgny Söderberg spelade Christer Sjögren 1996 in melodin på sitt album Varför är solen så röd. Den hette då Crying in the Moonlight. Arto Nuotio spelade 1998 in den med text på finska, som Kuutamoisin illoin. Paula Koivuniemi spelade 1999 in den med en annan text på finska, som Itken kuutamoon .
Umberto Marcato har gjort låten på italienska. Giovedi D'agosto.